# Bebelis aurulenta
Bebelis aurulenta är en skalbaggsart som först beskrevs av Belon 1903.  Bebelis aurulenta ingår i släktet Bebelis och familjen långhorningar. Inga underarter finns listade.